# Vecpiebalga
Vecpiebalga este o arie protejată (arie specială de conservare — SAC, sit de importanță comunitară — SCI, arie de protecție specială avifaunistică — SPA) din Letonia întinsă pe o suprafață de 8.925,03 ha, integral pe uscat.

## Localizare
Centrul sitului Vecpiebalga este situat la coordonatele 57°02′52″N 25°47′01″E / 57.0479°N 25.7836°E.

## Înființare
Situl Vecpiebalga a fost declarat arie de protecție specială avifaunistică în mai 2004 pentru a proteja 1 specie de plante și 30 de specii de animale. Alte tipuri de protecție:
- sit de importanță comunitară (în mai 2004)
- arie specială de conservare (în mai 2004)[1][3][4]

## Biodiversitate
Situată în ecoregiunea boreală, aria protejată conține 24 de habitate naturale: Ape stătătoare oligotrofe până la mezotrofe, cu vegetație de Littorelletea uniflorae și/sau de Isoëto-Nanojuncetea, Lacuri eutrofice naturale cu vegetație de tip Magnopotamion sau Hydrocharition, Lacuri și iazuri distrofice naturale, Pajiști calcaroase din nisipuri xerice, Pajiști uscate seminaturale și facies de acoperire cu tufișuri pe substraturi calcaroase (Festuco-Brometalia) (* situri importante pentru orhidee), Formațiuni ierboase bogate în specii de Nardus, dezvoltate pe substraturi silicioase în zone montane (și în zone submontane, în Europa continentală), Pajiști fino-scandinave uscate până la mezice, bogate în specii de altitudine mică, Pajiști cu Molinia pe soluri calcaroase, turboase sau argilos-nămoloase (Molinion caeruleae), Liziere de ierburi înalte hidrofile de câmpie și de nivel montan până la alpin, Pajiști aluvionare boreale nordice, Fânețe de joasă altitudine (Alopecurus pratensis, Sanguisorba officinalis), Turbării active, Mlaștini turboase de tranziție și turbării mișcătoare, Depresiuni pe substraturi de turbă de Rhynchosporion, Izvoare fino-scandinave și mlaștini produse de izvoare bogate în minerale, Taiga vestică, Păduri caducifoliate bătrâne naturale hemiboreale fino-scandinave (Quercus, Tilia, Acer, Fraxinus sau Ulmus) bogate în specii epifite, Păduri fino-scandinave bogate în ierburi cu Picea abies, Pășuni din zone de pădure fino-scandinave, Păduri caducifoliate de mlaștină fino-scandinave, Păduri de stejar sau de stejar și carpen sub-atlantice și medio-europene de Carpinion betuli, Păduri pe pante, grohotișuri și ravene de Tilio-Acerion, Mlaștini împădurite, Păduri aluvionare cu Alnus glutinosa și Fraxinus excelsior (Alno-Padion, Alnion incanae, Salicion albae).
La baza desemnării sitului se află mai multe specii protejate:
- plante (1): turiță (Agrimonia pilosa)
- păsări (25): acvilă țipătoare mică (Aquila pomarina), cocoșul de mesteacăn (Bonasa bonasia), buhai de baltă (Botaurus stellaris), caprimulg (Caprimulgus europaeus), chirighiță neagră (Chlidonias niger), barză albă (Ciconia ciconia), erete de stuf (Circus aeruginosus), cristeiul de câmp (Crex crex), ciocănitoare cu spate alb (Dendrocopos leucotos), ciocănitoarea de stejar (Dendrocopos medius), ciocănitoare neagră (Dryocopus martius), muscar (Ficedula parva), ciuvică (Glaucidium passerinum), cocor (Grus grus), codalb (Haliaeetus albicilla), sfrâncioc roșiatic (Lanius collurio), ciocârlie de pădure (Lullula arborea), gaia neagră (Milvus migrans), vultur pescar (Pandion haliaetus), viespar (Pernis apivorus), ciocănitoare de munte (Picoides tridactylus), ciocănitoare verzuie (Picus canus), cresteț pestriț (Porzana porzana), chiră de baltă (Sterna hirundo), cocoșul de mesteacăn (Tetrao tetrix tetrix)
- mamifere (2): vidră de râu (Lutra lutra), liliac de iaz (Myotis dasycneme)
- nevertebrate (1): libelule (Leucorrhinia pectoralis)
- pești (2): zvârluga (Cobitis taenia), boarță (Rhodeus sericeus amarus)

Pe lângă speciile protejate, pe teritoriul sitului au mai fost identificate 16 specii de plante, 1 specie de amfibieni, 7 specii de mamifere, 7 specii de nevertebrate.